# Brauerei Wädenswil

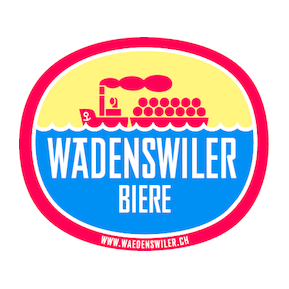
Logo der Wädi-Brau-Huus AG

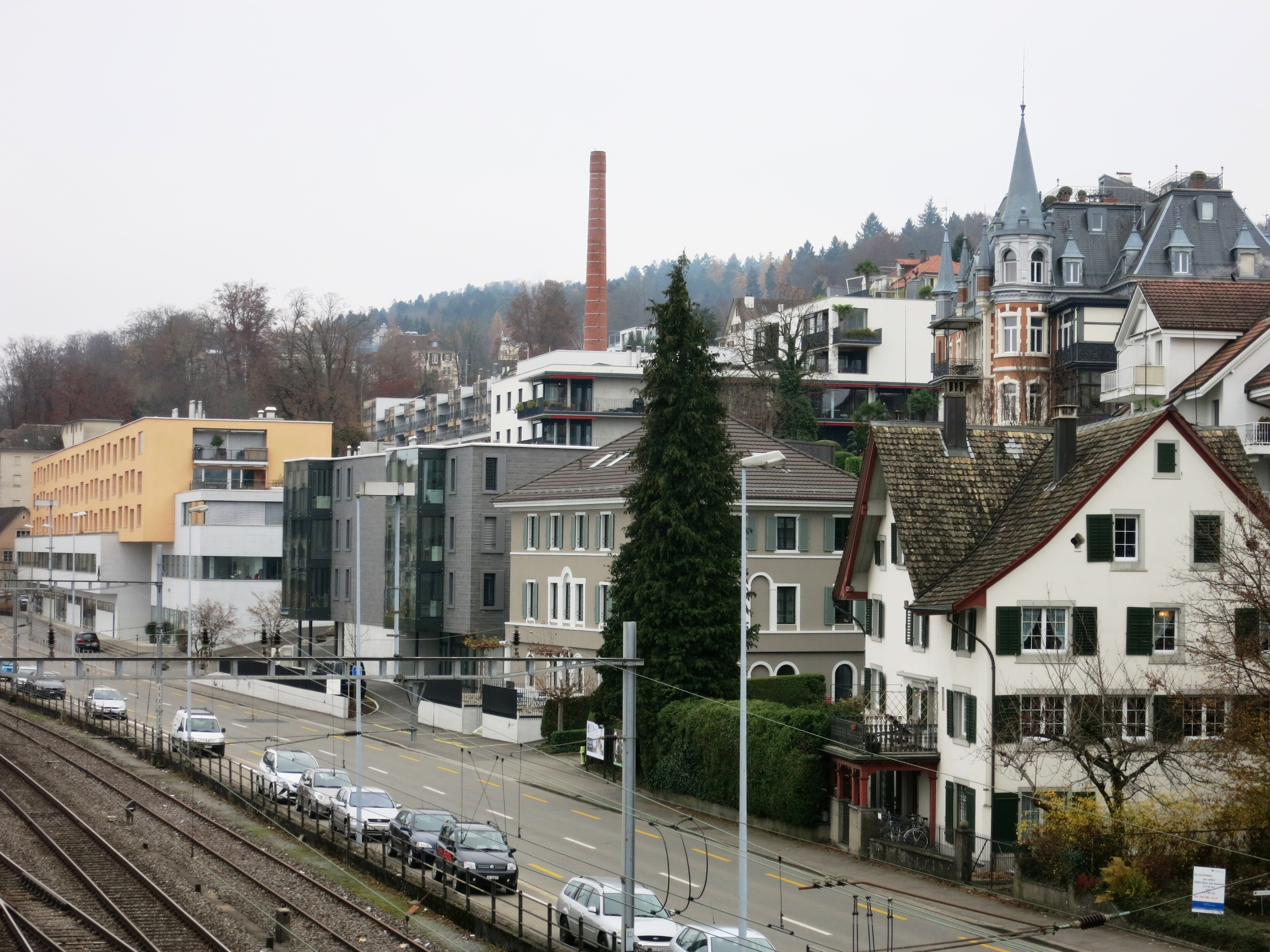
Umgenutztes Brauereiareal mit Villa (2014)

Die Brauerei Wädenswil im Schweizer Kanton Zürich war eine Bierbrauerei in Wädenswil, die von 1833 bis 1990 in Betrieb war. Das Gebäude der ehemaligen Brauerei wurde 2003 teilweise abgerissen. Die Tradition der Wädenswiler Biere wird seit 1992 von der «Wädi-Brau-Huus AG» fortgesetzt. Im Dezember 2024 wurde bekannt, dass das Wädi-Brau-Huus Konkurs anmelden muss.

## Geschichte

### 19. Jahrhundert
Heinrich Rusterholz kaufte 1826 die Liegenschaft «zum grünen Hof» in Wädenswil. Dort liess er 1833 eine Bierbrauerei inklusive Malzhaus und einem gewölbten Keller einrichten. 1837 kaufte er Land, um 1840 einen Anbau, ein weiteres Gebäude und darunter zwei weitere gewölbte Bierkeller bauen zu können. Die Bierkeller wurden benötigt, um mehr Lagerbiere produzieren zu können und so dem wachsenden Markt für hochqualitativere Biere Rechnung zu tragen. Um die Erweiterungen finanzieren zu können, ging Heinrich Rusterholz 1840 mit Caspar Blattmann eine Partnerschaft ein. Am 30. Oktober 1841 verliess Blattmann das Geschäft. 1844 musste Rusterholz Konkurs anmelden. Die Liegenschaft fiel so dem ehemaligen Partner Blattmann zu, weil Rusterholz bei ihm verschuldet war.

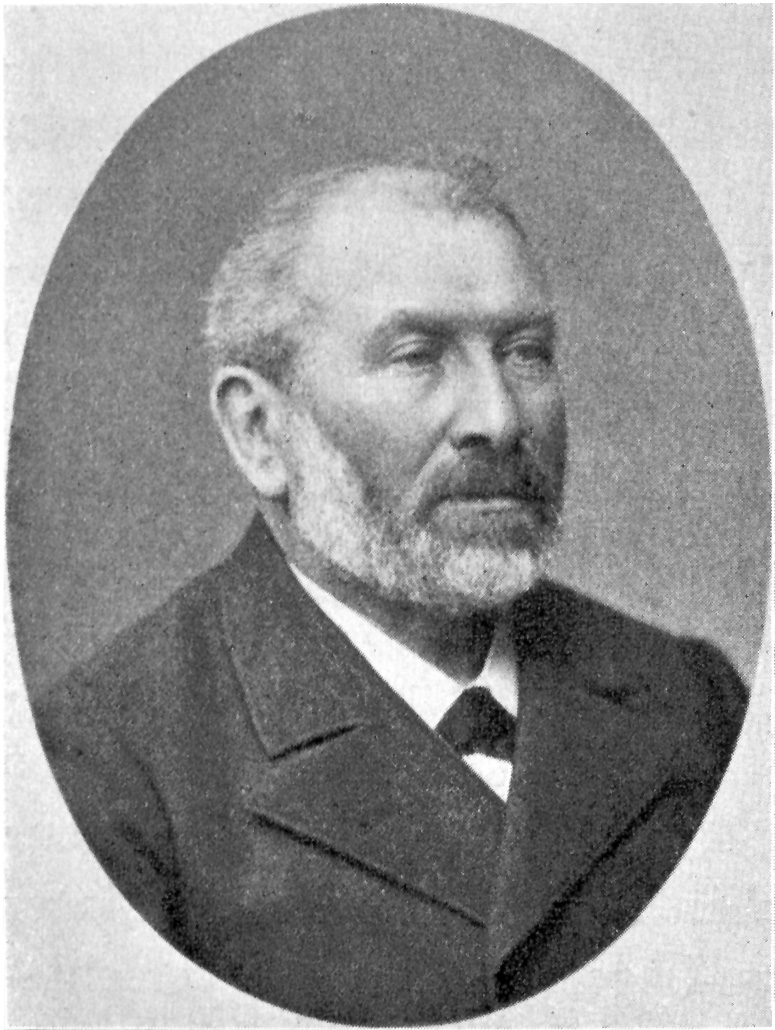
Michael Weber (1827–1885)

Wer die Brauerei während der Besitzübernahme durch Caspar Blattmann im Juli 1844 bis in den Juni 1847 weiterbetrieb, ist nicht mehr eruierbar. Am 8. Juni 1847 pachtete der Bierbrauer Jakob Biber von Wädenswil die Räumlichkeiten. Zu irgendeinem Zeitpunkt zwischen 1844 und 1849 wurde die Brauerei ins sogenannte «Rothaus» verlegt und die ehemaligen Räumlichkeiten der Brauerei (im Anwesen «zum Grünenhof») wurden 1849 als Wohnung umgenutzt. Jakob Biber führte die Brauerei bis im Februar 1853 und übergab sie dann an den Bierbrauer Heinrich Rellstab, welcher das Geschäft bis am 30. Oktober 1856 weiter führte. Am 15. Oktober 1856 verkaufte der Eigentümer Caspar Blattmann das Brauereigebäude inklusive der Einrichtung und zusätzlich Land (Garten, Wiese und Ackerland) an den Sekundarlehrer Gottlieb Naef von Hausen. Dieser ging mit seinem Schwager, dem Bierbrauer von Oberstrass Michael Weber eine Partnerschaft ein und sie betrieben die Brauerei unter der Firma «Naef & Weber» ab dem 30. Dezember 1856. Die Brauerei wurde 1858 mit einem Felsenkeller ergänzt, als Grundlage zur Produktion von Lagerbier. Der Keller wurde in den folgenden Jahren ständig erweitert.
1867 löste sich das Partnerschaftsverhältnis auf und Michael Weber führte den Betrieb bis zu seinem Tod 1885 unter dem Namen «Brauerei Wädenswil, Michael Weber» alleine weiter. Er musste den Betrieb nach einem Brand vom 13. April 1874 fast vollständig neu aufbauen und er erweiterte die Anlage bis 1877 wesentlich. Unter Webers Führung vergrösserte sich der Bierabsatz von etwa knapp 1000 Hektoliter bei Übernahme der Brauerei bis über die 20'000-Hektoliter-Marke bei seinem Tod. Danach führte seine Frau den Betrieb, unterstützt durch den Braumeister G.  Bichler, zwei Jahre weiter bis ins Jahr 1887. Danach übernahmen die Söhne Fritz und Franz Weber das Geschäft unter dem Firmennamen «Brauerei Wädenswil, Gebrüder Weber». 1887 wurde der Felsenkeller durch einen 350 Meter langen Tunnel mit den Geschäftsräumen verbunden. 1890 wurde eine Kühlanlage, bestehend aus zwei Kühlmaschinen, angeschafft. Dadurch konnten die ursprünglichen Eiskeller in Lagerkeller umgenutzt werden. Im Geschäftsjahr 1890/1891 wurden 35'000 Hektoliter Bier abgesetzt. Die Kühlanlage wurde 1892 und 1896 erweitert.
Im Jahr 1894 wurde eine Spedition mittels Motorboot, Dampfschiff und Schleppkähnen eingeführt, um das Bier über den Zürichsee vertreiben zu können. Dazu führte eine elektrische Drahtseilbahn das Bier von der Speditionshalle zur Schiffshalle, wo die Ladung gelöscht wurde. 1898 wurde die Produktionsanlage elektrifiziert und die Mälzerei eingestellt. Ebenso 1898 wurde ein Neubau für das Waschen der Fässer, die Abfüllanlage und für die Eisherstellung sowie für Büroräumlichkeiten gebaut.
Da der Wasserbedarf seit der Anschaffung der Kühlanlagen stark gestiegen war, wurde eine Pumpenanlage mit vier Pumpen (Hydraulischer Widder) errichtet, die Wasser aus dem See in einer Tiefe von 20 Meter durch zwei 120 Meter lange Röhren in das Leitungsnetz pumpte. Das Wasser wurde vor Verwendung durch einen Sandfilter gereinigt. Die Leistung der Anlage lag bei 30 Litern Wasser pro Sekunde, wobei 12 Liter verbrauchtes Wasser dem hydraulischen Widder zugefügt und so wieder als Treibkraft für die Förderung des Wassers gebraucht wurden.

### 20. Jahrhundert

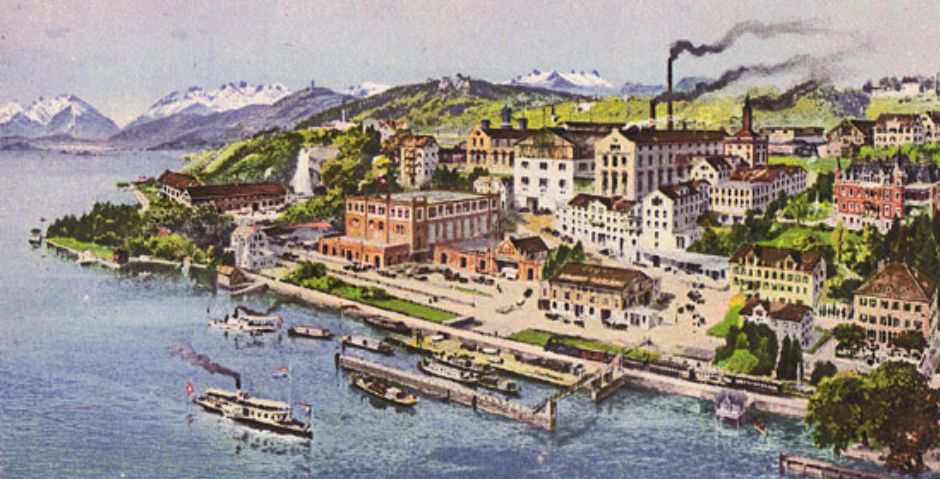
Brauerei um 1910

Im Geschäftsjahr 1910/1911 betrug der Bierabsatz 106'700 Hektoliter; das stellte eine Verdreifachung des Absatzes in den vergangenen 20 Jahren dar. 1913 wurde ein Maischefilter (System Bührle) angeschafft. 1916 ging der Braumeister Otto Rechenmacher, der bereits unter Michael Weber angestellt worden war, in den Ruhestand. Der Absatz sank wie bei sämtlichen Schweizer Brauereien während des Ersten Weltkriegs erheblich und betrug im Geschäftsjahr 1917/1918 noch 29'600 Hektoliter. Die Firma wurde unter den Gebrüdern Weber nicht in eine Aktiengesellschaft umgewandelt und war somit 1922 die einzige schweizerische Grossbrauerei, die noch in Privatbesitz war. Die «Brauerei Wädenswil» hatte am 1. Januar 1922 einen Bestand an 53 Angestellten- und Arbeiterwohnungen und war damit die Brauerei mit den meisten eigenen Wohnungen im Kanton. Die «Brauerei Haldengut» hatte zu dieser Zeit über 40 Wohnungen. Andere Brauereien im Kanton wollten dagegen keine eigenen Arbeiter- und Angestelltenwohnungen besitzen.
Nach dem Tod von Franz Weber führten die Erben von Franz Weber-Hauser das Unternehmen 1924 als Kollektivgesellschaft «Brauerei Wädenswil, Weber & Cie.» weiter. Walter Weber trat als Vertreter der dritten Generation in die Geschäftsleitung ein. Er wurde 1931 wie bereits sein Vater und Onkel zum Präsidenten des Gemeinderates von Wädenswil gewählt. 1929 wurde die Mineralquelle Elm erworben und das in den 1930er Jahren erfolgreiche Süsswassergetränk Elmer Citro auf den Markt gebracht. Nachdem 1931 noch eine Rekordmenge von 135.692 Hektoliter Bier abgesetzt werden konnte, stagnierte der Umsatz wegen Krise und Arbeitslosigkeit zuerst und wurde dann rückläufig. 1938 wurde die Kollektivgesellschaft in eine Kommanditgesellschaft umgewandelt.
Als 1939 der Zweite Weltkrieg ausbrach, war die Brauerei gut gerüstet, hatte sie doch mehr als einen Jahresbedarf an Rohmaterial an Lager. Die kriegswirtschaftlichen Massnahmen brachten zahlreiche Einschränkungen. Im September 1940 konnte nur ein Viertel des Rohmaterialbedarfs eingekauft werden. Der von den Brauereien unterzeichnete Durchhaltevertrag ermöglichte einen gerechten Ausgleich zwischen ihnen. Die erschwerten Bedingungen und die Erhöhung der Biersteuer drückten den Absatz 1943/1944 auf 42.000 Hektoliter.
1952 übernahm mit Paul Weber die vierte Generation die Geschäftsführung. Die Brauerei Wädenswil feierte 1957 das Jubiläum «100 Jahre im Besitze der Familie Weber». Anfang der 1960er Jahre betrug der Bierabsatz über 200'000 Hektoliter.
1970 wurde die Kommanditgesellschaft der Familienbrauerei in die Aktiengesellschaft «Brauerei Wädenswil, Weber AG» umgewandelt und Mitglied der «SIBRA Holding» (Brasserie du Cardinal und Brasserie du Beauregard in Freiburg, Salmenbräu in Rheinfelden und Brasserie d’Orbe in Orbe). Von 1973 bis 1990 wurde in Wädenswil Cardinal-Bier gebraut. Leider geriet die ganze Brauereigruppe innert kurzer Zeit durch falsche Managemententscheide immer mehr in Bedrängnis was schlussendlich in der Stilllegung der Brauerei Wädenswil Ende September 1990 gipfelte.

### Gründung des Wädi-BRAU-HUUS
1990 verfolgte Gary Wuschech-Kistler, Verkaufsdirektor der Brauerei Hürlimann und langjähriger Bewohner von Wädenswil, die Schliessung der Wädenswiler Brauerei mit Bedauern. Zusammen mit Freunden beschloss er, die alte Wädenswiler Brauerei-Tradition wieder aufleben zu lassen. Im Areal der ehemaligen Seidenweberei Gessner («die alt Fabrik»), nahe der alten Brauerei, fanden sie passende Räumlichkeiten und Unterstützung.
Von Anfang an war geplant, als erste Schweizer Brauerei ausschliesslich Rohstoffe aus biologischem Anbau zu verwenden und eine Gasthausbrauerei zu integrieren. Die technischen Voraussetzungen waren schnell geklärt; es fehlte jedoch eine Person, die die uralte Wädenswiler Brautradition weiterführen konnte. Glücklicherweise fand Gary Wuschech mit dem jungen Adrian Gnos genau den richtigen Partner: Gnos, der seine Brauerlehre in der alten Wädenswiler Brauerei absolviert hatte, war mit der Tradition bestens vertraut.
Im Juli 1991 wurde die Wädi-BRAU-HUUS AG gegründet, und über 500 Personen aus der Region beteiligten sich durch Aktienzeichnungen. Der Bau begann im August 1991 und verlief dank grosszügiger Unterstützung der Behörden zügig, sodass am 27. Januar 1992 der erste Sud eingebraut wurde. Die Gasthausbrauerei wurde am 29. Februar 1992 unter grosser Beteiligung der Bevölkerung eröffnet.
1996 machte das Wädi-BRAU-HUUS mit der Lancierung des ersten Schweizer Hanfbiers auf sich aufmerksam. Das Bier war ein grosser Erfolg und wurde zeitweise auch in Lizenz ausserhalb produziert. Die kurz nach der Eröffnung eingeführten Bierbrauseminare erweiterten das Angebot und etablierten die Brauerei als beliebten Erlebnisstandort.

### Rückkehr der Brauereitradition
Im Januar 2000 übernahm Christian Weber, ein Nachfahre der Gründerfamilie der ehemaligen Wädenswiler Brauerei, die Geschäftsleitung. Nach finanziellen Schwierigkeiten im Jahr 2005 verschlechterte sich die Lage weiter durch Fehlbudgetierungen und unvorhergesehene Ereignisse. Auch die zuvor erfolgreichen Bierbrauseminare entwickelten sich enttäuschend.
Ein drastischer Schritt folgte auf der 27. ordentlichen Generalversammlung im Juni 2019, als ein Kapitalschnitt und die Enteignung der rund 1700 Aktionäre beschlossen wurden. Die Abstimmung wurde schriftlich und geheim durchgeführt, erstmals in der Geschichte des Unternehmens. Der Antrag wurde angenommen, wobei Christian Weber als Mehrheitsaktionär und Verwaltungsratspräsident massgeblichen Einfluss hatte.
Nach seinem Rücktritt als Geschäftsführer blieb Weber Präsident des Verwaltungsrats. Im Mai 2020 übernahm Thomas Wullschleger die Geschäftsleitung. Er leitete Massnahmen zur Neuausrichtung ein, darunter die Entwicklung neuer Produkte und eine intensivere Zusammenarbeit mit regionalen Partnern, um die Brauerei zukunftsfähig zu machen. Im Dezember 2024 wurde bekannt, dass die Wädi-Brau-Huus AG Konkurs anmelden muss.

### Bierschiffe
Für die Ausfuhr des Wädenswiler Biers dienten neben den Lastwagen auch zwei kleine Zürichseeschiffe zur Bedienung der am Seeufer gelegenen Bierdepots der Seegemeinden. Das Dampfschiff Gambrinus schleppte das Bier auf einer Prähme zu den Bierdepots in Lachen, Rapperswil, Männedorf und Wollishofen. Dieses Sujet fand sich auch auf Wirtshausschildern und Bierdeckeln wieder. 1966 wurde mit der Wadin (nach dem ältesten Namen des Brauorts «Wadinswilere») ein modernes Kühlschiff angeschafft. Mit der Schliessung des Depots in Wollishofen war das bekannte Bierschiff nicht mehr ausgelastet und wurde zur schwimmenden Bierschwemme für Volksfeste am See umgebaut.

## Auszeichnungen
- 2001, 2002 und 2003 gewann der Wädenswiler Bierbrand an der «Destillata» in Wien die Goldmedaille als bester Edelbrand Europas.
- 2010 gewannen vier Wädenswiler Biersorten Medaillen beim Wettbewerb Schweizer Bier des Jahres: Gold für das beste Weizenbier der Schweiz, Silber für das Hell, Dunkel und Single Malt Bier.